# Nord (departement)
Nord är det nordligaste departementet i Frankrike, i regionen Hauts-de-France. I den tidigare regionindelningen som gällde fram till 2015 tillhörde Nord regionen Nord-Pas-de-Calais.                               
Fram till 1600-talet var norra Frankrikes historia i stort sett gemensam med historien om Belgien (kelterna belgiska under antiken var en mängd keltiska folk från norr om Gallien), ett land som "under nästan tusen år tjänat som ett slagfält för hela Europa". Större delen av regionen var en gång en del av det historiska Södra Nederländerna, men blev gradvis en del av Frankrike mellan 1477 och 1678, särskilt under kung Ludvig XIV. De historiska franska provinser som föregick Nord är franska Flandern, franska Hainaut (del av Hainaut och Flandern är en del av kungariket Belgien).
Nord bildades av det forna franska Flandern samt större delen av Cambrésis och franska Hainaut. Departementet gränsar i norr till Nordsjön, i ost till Belgien, i syd och sydväst till departementen Aisne, Somme och Pas-de-Calais. Kusten har två betydande hamnar, Dunkerque och Gravelines. Landskapet är flackt och högsta punkten stiger 175 meter över havet. Större delen av departementet tillhör Scheldes (Escauts) flodområde och den östra delen genomflytes av Meuses biflod Sambre. Det är landets mest folkrika departement.

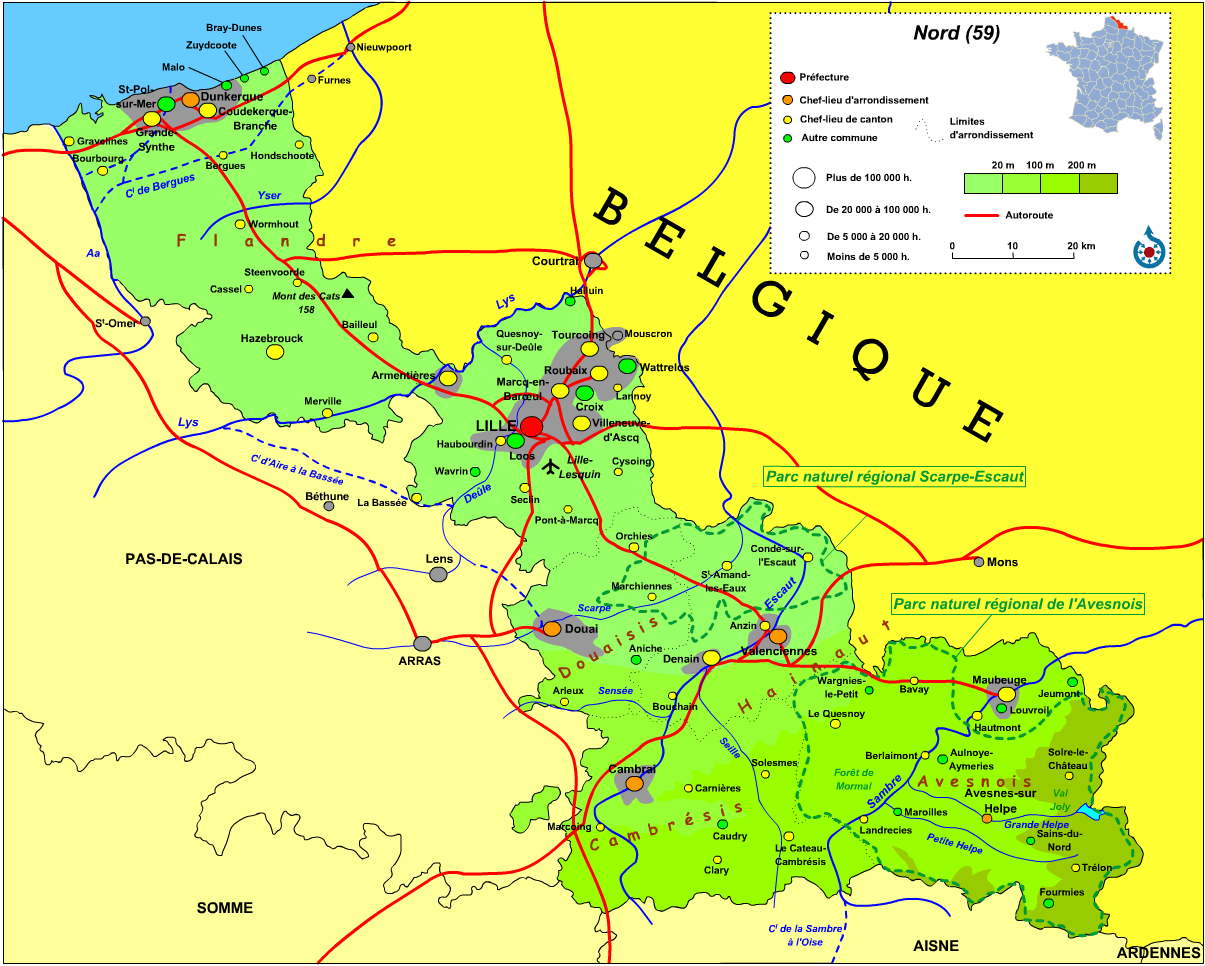
Karta över departementet Nord